# Effectual
Effectual correspond à une rationalité qui s'oppose au mode causal ou prédictif. On parle aussi de logique effectuale ou d'effectuation.
L'Effectuation est un paradigme pragmatiste du management issu du domaine de l'entrepreneuriat. Partant de la question de recherche « quel est le processus de décision des entrepreneurs ayant réussi ? », la chercheuse Saras Sarasvathy (2001) apporte un éclairage nouveau quant à la manière de concevoir le processus de prise de décision de l’entrepreneur.

## Les cinq principes de l'effectuation
L'effectuation regroupe cinq principes d'action :
1. "Un tiens vaut mieux que deux tu l'auras" : l'entrepreneur part de ses moyens disponibles pour déterminer des buts possibles;
2. "Perte acceptable" : l'entrepreneur décide d'une action sur la base d'une perte acceptable plutôt que d'un gain attendu;
3. "Patchwork fou" : l'entrepreneur définit ses buts avec des parties prenantes engagées dans son projet (co-création);
4. "La limonade" : l'entrepreneur tire parti des surprises pour définir des nouveaux buts;
5. "Pilote dans l'avion" : le futur n'est pas déterminé, il est la conséquence des actions de l'entrepreneur[2].

## Démarche d'utilisation du paradigme effectual
Si la logique causale ou prédictive met l’accent sur le but précis puis sur les moyens d’y arriver, la logique effectuale met l’accent sur les moyens puis sur les effets atteignables.
Tandis que le mode causal part d'un objectif et définit la problématique en tant que choix d'une trajectoire optimale pour atteindre l'objectif, le mode effectual part d'un ensemble de ressources disponibles à partir desquels il construit les objectifs possibles.
Le mode effectual est en particulier utilisé par les entrepreneurs en situation d'incertitude totale mais où l'action est encore possible. dite Knightienne (voir Frank Knight 1921).

## Enjeux du paradigme effectual
Ce paradigme permet d'envisager le management non pas sur le plan initial des objectifs à atteindre. Il s’agit là d’une rupture philosophique majeure et l’abandon d’un principe déterministe basé sur le postulat « tant que je peux prédire le futur, je le contrôle » mais plutôt d’un tout autre postulat qui s’exprime par « il ne sert à rien de prédire le futur puisque je peux le contrôler » (Sarasvathy, 2008).